# ОШ „Јосиф Панчић” Козица
Основна школа „Јосиф Панчић”  је основна школа у Доњој Козици. Налази се на адреси Доња Козица 129. Име је добила по Јосифу Панчићу српском љекару, ботаничару, универзитетском професор и академик. Панчић је био први предсједник Српске краљевске академије.  Открио је нову врсту четинара која је по њему названа Панчићева оморика,

## Историјат
Основна школа у Доњој Козици почела је са радом 14. новембра 1932. године као четвероразредна основна школа. Као четвероразредна школа дјеловала је до 1950. године када постаје петогодишња, а од 1956. године шестогодишња. Почетком 1963. постала је централна школа и у њен састав ушла су подручна одјељења у Подови ма (основано 1932), Горњој Трамошњи (1933), Хазићима (1954) и Горњој Козици (1961). Од школске 1967/1968. школа у Доњој Козици радила је као осмогодишња, под називом ОШ "Ристо Ковачевић". У току школске 1992/1993. добила је име ОШ "Јосиф Панчић". Подручна одјељења у Горњој Козици и Хазићима затворена су 1992, у Подовима 1995, а у Горњој Трамошњи 2017, када је саниран школски објекат у Доњој Козици. У школској 1991/1992. ОШ "Јосиф Панчић" имала је 108 ученика, а 2017/2018. - 29 ученика, 19 наставник а и вјероучитељ а православне вјеронауке. Школска библиотека има више од 3.500 књига. Од 1995. излази школски лист "Полетарац".